# ووادیسواف پاسیکوفسکی
ووادیسواف پاسیکوفسکی (لهستانی: Władysław Pasikowski؛ تلفظ لهستانی: [vwaˈdɨswaf]؛ زادهٔ ۱۴ ژوئن ۱۹۵۹) کارگردان فیلم، فیلم‌نامه‌نویس و نویسنده اهل لهستان است.
از فیلم‌های او می‌توان به خوک‌ها و هانس کلوس، قماری بالاتر از زندگی اشاره کرد.